# Clement Walker
Clement Walker (mort en 1651) est un avocat et homme politique anglais du XVIIe siècle. Membre du Long Parlement, il devient l'un de ses plus véhéments critiques et s'allie à William Prynne.
Auteur de History of Independency, un projet en plusieurs volumes et éditions qui a notamment inclus Anarchia Anglicana, il s'oppose fermement aux factions religieuses et finit emprisonné dans la Tour de Londres, où il meurt sans procès. Il a utilisé le pseudonyme Theodorus Verax.

## Biographie

### Jeunesse
Clement Walker est né à Cliffe, un village du Dorset, et prétend avoir étudié à Christ Church (Oxford), bien qu'aucune trace de son matricule n'ait été retrouvé.
En 1611, il devient étudiant à Middle Temple, où il est décrit comme fils héritier de Thomas Walker, de Westminster. Avant que la Première guerre civile anglaise n'éclate, Walker est fait huissier de l'Échiquier, poste qu'il occupe jusqu'en février 1650,.

### Activité au Parlement
Walker possède une propriété à Charterhouse (Somerset) (en) et a la réputation d'être un ennemi des Puritains. Quand la guerre éclate en 1642, il soutient la cause du Parlement et le 1er avril 1643, il devient membre du comité parlementaire pour le Somerset,.
Il a été avocat à la cour martiale qui a condamné Robert Yeomans et George Bouchier (en), pour avoir essayé de trahir Bristol au bénéfice de Rupert du Rhin. Il a fortement soutenu le colonel Nathaniel Fiennes pour qu'il devienne gouverneur de cette ville. Mais après la reddition de Bristol par Fiennes à Rupert du Rhin, Walker devient son pire ennemi et s'associe avec William Prynne pour publier des pamphlets contre lui, avant d'assurer sa condamnation par la cour martiale. William Fiennes, père du colonel, s'est plaint de l'un de ces pamphlets — An Answer to Colonel N. Fiennes's Relation concerning his Surrender of Bristol — à la Chambre des lords sur la base qu'il remettait en question sa réputation. Walker a ainsi été arrêté, amené à la Chambre, où il a dû s'acquitter d'une amende de 100 £ et d'une compensation de 500 £ auprès de Lord Say. Walker a refusé de se soumettre à ce qu'on lui a demandé, alléguant que cela allait à l'encontre de la liberté du sujet et que, étant un roturier et un membre du comité assigné à la Chambre des communes, il ne pouvait être jugé par les Lords sans l'avoir au préalable été à une cour ordinaire. Il est cependant envoyé à la Tour de Londres le 7 octobre 1643, avant d'être libéré le 3 novembre,.
Walker est élu membre de Wells à la fin 1645, et se fait connaître pour son hostilité vis-à-vis des Indépendants. Après le triomphe de l'armée sur les Presbytériens, il est accusé d'être l'un des instigateurs des révoltes de Londres du 20 juillet 1647. Walker nie et se décrit dans ses textes comme s'opposant à toute faction, presbytériens ou indépendants, et n'ayant jamais participé à une quelconque junte — ou Junto — ou réunion secrète. Dans son Mystery of the Two Juntos (1647), il attaque avec acrimonie la corruption du gouvernement parlementaire, ce que l'accaparement du pouvoir par le Long Parlement a produit.

### Expulsion et mort

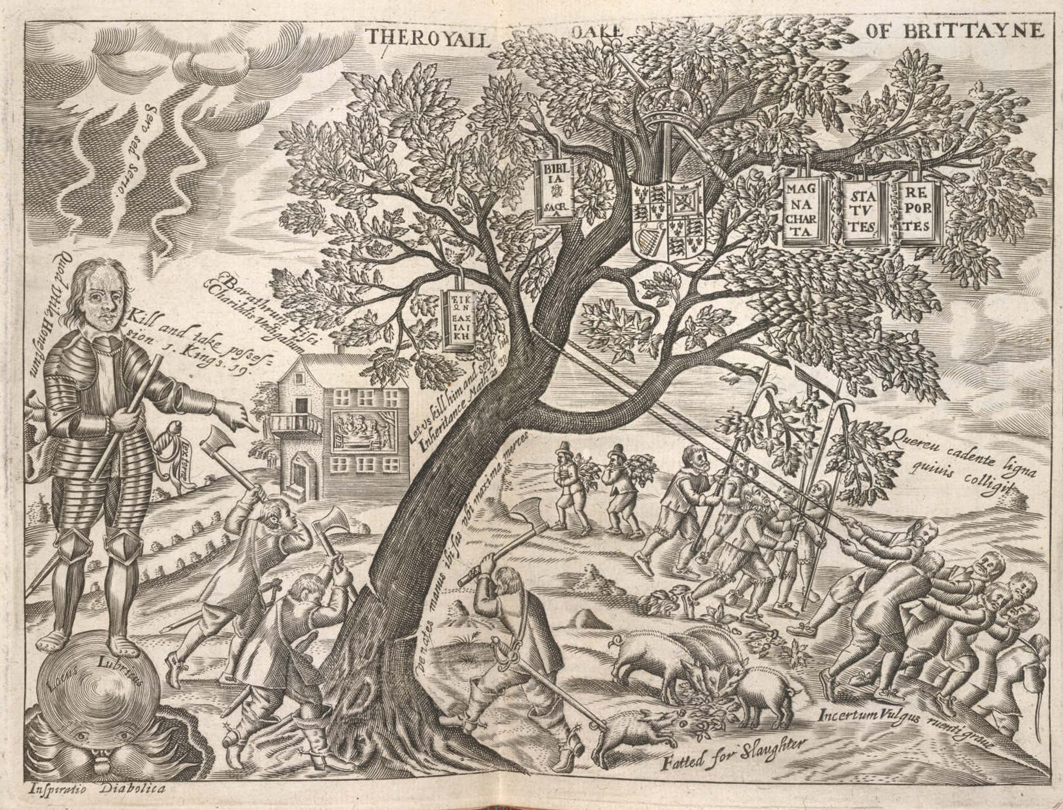
Cromwell coupant le chêne royal (anonyme, 1649). Cette estampe satirique représente Oliver Cromwell ordonnant la chute du Chêne royal de Grande Bretagne, symbole de la monarchie anglaise. Cette image est le frontispice du livre Anarchia Anglicana or the history of independency. The second part, de Clement Walker, écrivant sous le pseudonyme Theodorus Verax. Bien que favorable au Parlement pendant la guerre civile, Walker est déçu de Cromwell et pense qu'il est devenu un radical religieux et despote dont les actions ont mené la Grande-Bretagne à l'anarchie.
L'image est pleine de références au démantèlement du régime de Charles Ier par Cromwell. Situé à gauche, sur un globe suspendu au-dessus de la bouche de l'enfer, d'où il tire son inspiration diabolique, mais qui annonce une situation précaire. Il est dépeint comme un hypocrite, motivé par l'ambition et l'envie, et plusieurs citations de la Bible le lient à des figures bibliques notoires. Dans l'arbre, sont suspendus la couronne royale, le sceptre et les armoiries, ainsi que la Bible, la Magna Carta et une copie du Eikon Basilike. Tandis que les soldats républicains coupent et font chuter l'arbre, la multitude ignorante ramasse les branches mortes de l'arbre.
Pour ce livre, Clement Walker a été arrêté et accusé de haute trahison. Avant son procès, il meurt dans la Tour de Londres en 1651.

En décembre 1648, Walker est l'un des membres qui votent en faveur d'un accord avec le roi Charles Ier, et se fait donc expulser de la Chambre lors de la purge de Pride. Il est en état d'arrestation pendant un mois, ce qui ne l'empêche pas de publier un pamphlet protestataire contre le procès du roi. Lors de la publication de la deuxième partie de son History of Independency, le Parlement ordonne la mise aux arrêts de Walker et la perquisition de ses papiers le 24 octobre 1649. Le 13 novembre, il est à nouveau envoyé à la Tour de Londres pour être jugé pour haute trahison,. Mais il n'est jamais jugé et meurt dans sa cellule en octobre 1651. Il a été enterré à l'église All Hallows-by-the-Tower de Londres,,.

## Œuvre

### Liste de toutes les publications
- The several Examinations and Confessions of the Treacherous Conspirators against the City of Bristol, 1643, 4to[13].
- The true Causes of the Commitment of Mr. C. Walker to the Tower (livret folio, 1643).
- The Petition of Clement Walker and William Prynne (livret folio, 1643).
- An answer to Colonel N. Fiennes's Relation concerning the Surrender of Bristol, 1643, 4to.
- Articles of Impeachment exhibited to Parliament against Colonel N. Fiennes by C. Walker and W. Prynne,' 1643, 4to.
- A true and full Relation of the Prosecution, Trial, and Condemnation of Colonel N. Fiennes, 1644, 4to (avec Prynne).
- The Mystery of the two Juntos, Presbyterian and Independent, 1647, 4to (réimprimé comme préface de History of Independency).
- The History of Independency, with the Rise, Growth, and Practices of that powerful and restless Faction, 1648, 4to (partie I).
- A List of the Names of the Members of the House of Commons, observing which are Officers of the Army contrary to the Self-denying Ordinance, 1648, 4to (plus tard incorporé dans la partie I de History of Independency).
- A Declaration and Protestation of W. Prynne and C. Walker against the Proceedings of the General and General Council of the Army, 1649, fol. (plus tard incorporé dans la partie II de History of Independency).
- Six serious Queries concerning the King's Trial (plus tard incorporé dans la partie II de History of Independency).
- Anarchia Anglicana, or the History of Independency, the second part, 1649, 4to.
- The Case between C. Walker, Esq., and Humphrey Edwards, 1650, fol.
- The Case of Mrs. M. Walker, the wife of Clement Walker, Esq.
- The High Court of Justice, or Cromwell's New Slaughter House in England, being the third part of the "History of Independency," written by the same Author, 1651, 4to.

### The History of Independency
L'œuvre maîtresse de Walker, The History of Independency, est constituée de plusieurs textes et volumes, dont :
- The Mystery of the two Juntos, Presbyterian and Independent, 1647 (plus tard incorporé comme préface de l’The History of Independency) ;
- The History of Independency, with the Rise, Growth, and Practices of that powerful and restless Faction, 1648 (part i.) ;
- A List of the Names of the Members of the House of Commons, observing which are Officers of the Army contrary to the Self-denying Ordinance, 1648 (plus tard incorporé dans la partie i. de l’The History of Independency) ;
- A Declaration and Protestation of W. Prynne and C. Walker against the Proceedings of the General and General Council of the Army, 1649, et Six serious Queries concerning the King's Trial (plus tard incorporé dans la deuxième partie de l’The History of Independency) ;
- Anarchia Anglicana, or the History of Independency, the second part, 1649 ;
- The High Court of Justice, or Cromwell's New Slaughter House in England, being the third part of the " History of Independency", written by the same Author, 1651.

The History of Independency et Anarchia Anglicana ont été publiés sous le pseudonyme « Theodorus Verax ». L'objectif principal de cette œuvre est de critiquer ouvertement Anglia Rediviva (1647) de Joshua Sprigg (en), qui le diffame au sortir de la guerre civile. Anarchia est commenté par George Wither (en) dans Respublica Anglicana, où il prétend que l'auteur est Verax (qui établit la vérité) sur la page de titre, mais pas sur les autres.
Selon John Aubrey, qui tient cette information de l'un des codétenus de Walker, ce dernier aurait écrit une suite à cet ouvrage où il raconte l'arrivée du roi à Worcester, mais qui a été perdue.
Un quart du History a été ajouté par un certain « T. M. », qui l'a publié avec les trois autres parties en un seul volume (1661). Dans ce volume, les critiques des démocrates de la guerre civile par Walker sont souvent citées pour évoquer la prise de confiance sur la méritocratie et les agissement du gouvernement : « Par la présente, ils ont rendu les gens si curieux et arrogants qu'ils ne trouveront jamais l'humilité de soumettre une loi civile. »
Un résumé en latin d'une partie de The History of Independency, intitulé Historia Independentiae, est inclus dans Sylloge Variorum Tractatuum (1649) et Metamorphosis Anglorum, 1653.